# Баглиев, Малик Джамединович
Ма́лик Джамеди́нович Багли́ев (род. 11 июня 1955, Куруш, Дагестанская АССР) — дагестанский государственный деятель, министр строительства и жилищно-коммунального хозяйства РД. Член партии Единая Россия.

## Биография
Родился 11 июня 1955 года в селении Новый Куруш Хасавюртовского района. По национальности лезгин.
После окончания юридического факультета Дагестанского государственного университета в 1978 году (специальность правоведение) начал работать в системе республиканского МВД. Прошёл путь от инспектора уголовного розыска до заместителя начальника отдела охраны природных ресурсов МВД Дагестана:
- инспектор уголовного розыска МВД ДАССР, г. Махачкала (с 1978 по 1981 годы).
- следователь, старший следователь Советского РОВД г. Махачкалы (с 1981 по 1985 годы).
- заместитель начальника отдела, начальник следственного отделения отдела охраны природных ресурсов МВД РД г. Махачкалы (1991 год)[3].

В 1994 году — начальник отдела дознания, начальник отдела расследования, начальник следственного отдела, заместитель начальника Управления Федеральной службы налоговой полиции РФ по РД, г. Махачкалы. В 2000 году назначен заместителем начальника УФСНП РФ по РД.
С 2002 по 2007 годы — заместитель начальника УФСКН РФ по РД г. Махачкалы.
11 января 2007 года указом президента Дагестана назначен министром природных ресурсов и охраны окружающей среды РД. С января 2008 по июль 2013 годы — председатель Счетной палаты РД. 29 июля 2013 года назначен министром труда и социального развития РД. 19 августа 2013 года кандидатура Малика Баглиева была внесена президентом РФ В. В. Путиным на рассмотрение Народного собрания Дагестана для избрания на должность главы Республики Дагестан.
В октябре 2015 года глава Дагестана Р. Абдулатипов заявил, что в ближайшее время Малик Баглиев будет назначен мэром Дербента. С декабря 2015 года по март 2018 год — глава города Дербента. В марте 2018 году указом врио Главы РД В. Васильева Малик Баглиев назначен министром строительства и жилищно-коммунального хозяйства Республики Дагестан.

## Награды и премии
- Почетная грамота Республики Дагестан,
- почетное звание «Заслуженный юрист Республики Дагестан»,
- почетный работник налоговой полиции РФ,
- почетный работник наркоконтроля РФ,
- медали МВД, УФСКН, УФСНП[3].

## Личная жизнь
Женат, имеет 3 детей.